# Yamaha YZF 600R Thundercat
La Yamaha YZF600R Thundercat è una motocicletta stradale-sportiva prodotta dalla Yamaha a partire dal 1994 fino al 2007.

## Storia
Presentata inizialmente sul mercato statunitense nel 1994, dove venne utilizzata anche nelle competizioni riservate alle Supersport, è stata introdotta in quello europeo a partire dal febbraio del 1996. Il telaio ed il motore furono ricavati dalla Yamaha FZR 600R. Il motore ha un nuovo sistema di presa d'aria, dei pistoni più leggeri e il sistema di accensione elettronica (TCI: Transistorized Capacitor Ignition) a fasatura variabile con sensore di posizione della valvola a farfalla (TPS: Throttle Position Sensor). Il risultato è stato un motore più facile da gestire sia ai bassi che agli alti regimi.
Il motore impiegato era un quattro cilindri in linea raffreddato a liquido con doppio albero a camme (DOHC: Double Overhead Camshaft) azionati da una catena. Alimentato da quattro carburatori KeiHin (sigla modello: CVKD36) da 36 mm, grazie alla presa d'aria posta sotto il faro si creava un effetto d'aria ad induzione forzata che rendeva istantanea la risposta del propulsore all'apertura del gas a qualsiasi regime. Dotata di un cambio a sei velocità, la YZF 600R Thundercat utilizzava una frizione a dischi multipli in bagno d'olio. Il motore era alloggiato sul telaio Yamaha DeltaBox in acciaio che garantiva robustezza e leggerezza nello stesso tempo.
L'impianto frenante anteriore era composto da due dischi da 298 mm con pinze monoblocco Sumitomo a quattro pistoncini, mentre al posteriore montava un disco singolo da 245 mm con pinze a due pistoncini.
La sospensione anteriore utilizzata era una forcella telescopica regolabile.
Al posteriore invece montava un mono ammortizzatore anch'esso regolabile.
Le misure degli pneumatici erano le seguenti:  anteriore 120/60 ZR17 55W e posteriore 160/60 ZR17 69W.
Sul mercato europeo è uscita dai listini nel 2004/2005, lasciando solo la Yamaha YZF-R6 nella fascia di mercato delle sportive e la Yamaha Fazer tra quelle più turistiche. Ha invece continuato ad essere venduta ancora per un paio di anni sul mercati dell'America del Nord.